# Minneapolis, St. Paul and Sault Ste. Marie Railroad
 (janvier 2022).
Le Minneapolis, St. Paul and Sault Ste. Marie Railroad (sigle de l'AAR:SOO) était un chemin de fer américain de classe I, filiale du Canadien Pacifique en opération dans le Midwest. Il était communément appelé Soo Line d'après la prononciation du mot Sault. Le 1er janvier 1961, il fusionna avec d'autres filiales du Canadien Pacifique pour former le Soo Line Railroad.

## Histoire
Un consortium de meuniers de Minneapolis fondèrent, le Minneapolis, Sault Ste. Marie and Atlantic Railway, le 29 septembre 1883, afin de relier ces deux villes en évitant Chicago.
Le 11 juin 1888, le CP, qui contrôlait les 4 compagnies suivantes, les consolida afin de constituer le Minneapolis, St. Paul and Sault Ste. Marie Railway à la suite de la consolidation des quatre compagnies suivantes : Minneapolis Sault Ste. Marie & Atlantic Railway ; Minneapolis & Pacific Railway ; Minneapolis & St. Croix Railway ; et Aberdeen, Bismarck & North Western Railway.
Cette même année le CP racheta le Duluth, South Shore and Atlantic Railway. De son côté le Soo Line fit l'acquisition des compagnies suivantes : le Bismarck, Washburn and Great Falls Railway en 1904 ; le Wisconsin Central Railway (1897-1954) en 1908, et obtint un bail de 99 ans l'année suivante ; le Cuyuna Iron Range Railway en 1910 ; le Minnesota Northwestern Electric Railway, et du Fairmount and Veblen Railway en 1913 ; et le Wisconsin and Northern Railroad en 1921.
Le Wisconsin Central Railway fut placé en redressement judiciaire en 1932, mais finit par faire banqueroute en 1944. Le 31 décembre 1937, le Soo Line ou Minneapolis, St. Paul and Sault Ste. Marie Railway fit banqueroute. Il se réorganisa le 1er septembre 1944 sous le nom de Minneapolis, St. Paul and Sault Ste. Marie Railroad. Le Valley City Street and Interuban Railway fut vendu au Soo Line en 1953. L'année suivante, le Wisconsin Central Railway sortit de sa banqueroute sous le nom de Wisconsin Central Railroad.
Le 1er janvier 1961, le Canadien Pacifique décida de former le Soo Line Railroad en fusionnant ses 3 filiales : le Minneapolis, St. Paul and Sault Ste. Marie Railroad (Soo Line) ; le Wisconsin Central Railroad (ex-Wisconsin Central Railway) ; et le Duluth, South Shore and Atlantic Railroad.

## Le Service Voyageur
Le Soo Line n'eut jamais un service voyageur important puisque sa route entre Chicago et Minneapolis était plus longue que celles de ses concurrents comme le Chicago, Milwaukee, St. Paul and Pacific Railroad (Milwaukee Road), le Chicago and North Western Railway, et le Chicago, Burlington and Quincy Railroad. D'autre part le Soo n'avait pas d'accès direct vers Milwaukee.
Les principaux trains exploités par le SOO étaient les suivants : The Laker, ce train de nuit quittait la gare de Grand Central Station à Chicago pour rejoindre Duluth-Superior, avec une partie qui desservait Minneapolis-St Paul. Une partie supplémentaire relia Ashland (Wisconsin) jusqu'en janvier 1959. Le Laker fut totalement arrêté le 15 janvier 1965 par son successeur le Soo Line Railroad ; The Winnipeger, ce train de nuit reliait Minneapolis-St Paul à Winnipeg (Manitoba). Il fut arrêté en mai 1967 (par le Soo Line Railroad) ; La liaison Minneapolis-St. Paul vers l'ouest du Canada: au cours des années 1920 et 1930, le Soo Line exploitait uniquement en été le Soo-Pacific entre Chicago et Vancouver avec le Canadian Pacific Railway. Il prit plus tard le nom de The Mountaineer, et ne circulait plus qu'entre Minneapolis-St Paul et Vancouver;  il fut supprimé début août 1960. Le « Mountaineer » qui ne circulait qu'en été, ne comprenait que des voitures-couchettes. En dehors de la période estivale, il circulait sous le nom de Soo-Dominion entre Minneapolis-St Paul et Moose Jaw (Saskatchewan), où il était combiné avec le Dominion, train transcontinental du Canadien Pacifique. Il fut réduit à la liaison Saint Paul – Portal, Dakota du Nord, après que le Canadien Pacifique a stoppé son service voyageur au-delà de Portal à la fin 1960, avant d'être totalement arrêté en décembre 1963 ; un train de nuit assurait la liaison entre Minneapolis-St Paul et Sault Ste Marie (Michigan); il fut arrêté en mars 1959. De plus des trains régionaux circulaient entre Chicago et Minneapolis-St. Paul, Duluth-Superior et Minneapolis St. Paul, Duluth et Thief River Falls (Minnesota). En été, un service de trains locaux circulant le long de la route du The Mountaineer, permettaient de soulager ce dernier.

### sources
- Abbey, Wallace W (1984). The Little Jewel. Pueblo, Colorado: Pinon Productions. LCCN 84-14873.  (ISBN 0-930855-00-0).
- Dorin, Patrick C (1979). The Soo Line. Burbank, California: Superior Publishing Company. LCCN 79-12204.  (ISBN 0-87564-712-X).
- Gilchinski, Steve (February 1997). "Soo Line 2-8-2 back in steam". Trains magazine 57 (2): 24–25.
- Gjevre, John A. (1990) [1973]. Saga of the Soo, west from Shoreham (second ed.). Morehead, Minnesota: Gjevre Books. LCCN 90-90283.